# Glyptoscelis septentrionalis
Glyptoscelis septentrionalis är en skalbaggsart som beskrevs av Blake 1967. Glyptoscelis septentrionalis ingår i släktet Glyptoscelis och familjen bladbaggar. Inga underarter finns listade i Catalogue of Life.